# Бандо Цумасабуро
Бандо Цумасабуро (яп. 阪東 妻三郎 Bandō Tsumasaburō), сокращённо Банцума, настоящее имя Дэнкити Тамура (яп. 田村 傳吉, 14 декабря 1901 года, в Нихонбаси, Токио — 7 июля 1953 года, Киото) — японский киноактёр и кинопродюсер. Первую известность получил благодаря ролям в немых дзидайгэки. После войны продолжил сниматься в уже звуковых фильмах данного направления. На позднем этапе карьеры прославился благодаря в комедийных дзидайгеки студии Сётику, в которых зачастую изображал храброго, но добросердечного самурая.
Отец кинематографистов Такахиро Тамуры (1928—2006), Масакадзу Тамуры (род. 1943), Рё Тамуры (род. 1946), Ясухиро Минаками (вне брака), дед актёра Кодзи Тамуры.